# Duty
Duty es el tercer álbum de estudio de la cantante japonesa Ayumi Hamasaki, producido por Max Matsuura y lanzado el 27 de septiembre del año 2000. Este álbum, a pesar de ser uno de los más cortos con respecto al número de canciones, es el álbum con mejores ventas en toda la carrera de Ayumi, vendiendo 2.904.000 copias en Japón
El mismo día de la comercialización de este álbum fueron lanzados el sencillo "SURREAL" y el DVD del "Concert Tour 2000 Vol.1". Debutando estos 3 en el #1 en los charts de Oricon, convirtieron a Ayumi en la primera artista en alcanzar estas posiciones en las tres listas (Álbumes, Singles y DVD) en la misma semana.

## Lista de canciones
Todas las letras escritas por Ayumi Hamasaki.

| N.º | Título                         | Música                  | Arreglistas(s)                 | Duración |  |
| 1.  | «starting over» (instrumental) | Ken Harada              | Ken Harada                     | 1:36     |  |
| 2.  | «Duty»                         | Ken Harada              | Naoto Suzuki, Ken Harada       | 5:15     |  |
| 3.  | «Vogue»                        | Kazuhito Kikuchi        | Naoto Suzuki, Kazuhito Kikuchi | 4:27     |  |
| 4.  | «End of the World»             | Yasuhiko Hoshino        | Naoto Suzuki                   | 4:40     |  |
| 5.  | «SCAR»                         | Kunio Tago              | Naoto Suzuki                   | 4:17     |  |
| 6.  | «Far away»                     | Kazuhito Kikuchi, D.A.I | HΛL                            | 5:34     |  |
| 7.  | «SURREAL»                      | Kazuhito Kikuchi        | HΛL                            | 4:42     |  |
| 8.  | «AUDIENCE»                     | D.A.I                   | HΛL                            | 4:06     |  |
| 9.  | «SEASONS»                      | D.A.I                   | Naoto Suzuki                   | 4:15     |  |
| 10. | «teddy bear»                   | D.A.I                   | Shingo Kobayashi               | 4:18     |  |
| 11. | «Key» (~eternal tie ver.~)     | Kunio Tago              | Naoto Suzuki                   | 3:14     |  |
| 12. | «girlish»                      | Yasuhiko Hoshino        | Shingo Kobayashi               | 4:55     |  |

## Charts
Posición del álbum en Oricon.
| Lanzamiento               | Chart                     | Posición Peak | Ventas    | Semanas |
| ------------------------- | ------------------------- | ------------- | --------- | ------- |
| 27 de septiembre del 2000 | Oricon Daily Albums Chart | #1            | 2.904.000 | 27      |

- Datos: Q2070803